# Dollaro del Borneo del Nord
Il dollaro è stata la valuta del Borneo del Nord dal 1882 al 1953. Era suddiviso in 100 cent. Il dollaro aveva lo stesso valore del dollaro dello Stretto (e della moneta che lo ha seguito, il dollaro malese), la valuta della Malesia britannica e di Singapore, con un cambio di un dollaro per 2 shilling e 4 penny della sterlina britannica dalla sua introduzione fino a che entrambe le monete non furono sostituite dal dollaro della Malesia e del Borneo britannico nel 1953. Sia le monete che le banconote erano emesse dalla British North Borneo Company.
Durante il periodo dell'occupazione giapponese (1942-1945), fu emessa della carta moneta con tagli da 1 cent a 1000 dollari. Questa moneta aveva un rapporto fisso di cambio pari a 1 dollaro = 1 yen, diverso rispetto al tasso prebellico che era 1:2. Dopo la guerra la valuta giapponese fu dichiarata senza valore e le precedenti emissioni del dollaro del Borneo del nord riacquisirono il precedente cambio con la sterlina (2 shilling e 4 penny).

## Monete

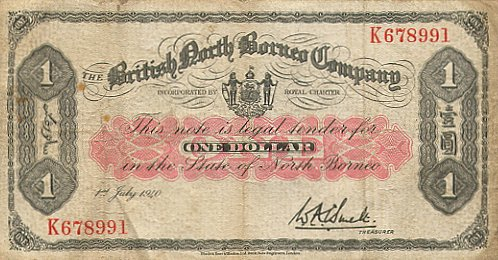
1 dollar (1940)

Nei vari periodi furono coniate monete nei valori da ½, 1, 2½, 5 e 25 cent. Solo la moneta da 25 cent conteneva metallo prezioso.

## Banconote
Furono stampate banconote nei tagli da 25 e 50 cent e da 1, 5, 10 e 25 dollari. Il disegno delle banconote non subì molte variazioni durante la vita della moneta. Le dimensioni nel tempo tesero a diminuire. Furono rappresentati lo stemma del paese, il Monte Kinabalu o entrambi.